# Copper Canyon
Copper Canyon – miasto w Stanach Zjednoczonych, w stanie Teksas, w hrabstwie Denton.